# Punganur
Punganur is een nagar panchayat (plaats) in het district Chittoor van de Indiase staat Andhra Pradesh. 

## Demografie
Volgens de Indiase volkstelling van 2001 wonen er 44.320 mensen in Punganur, waarvan 50% mannelijk en 50% vrouwelijk is. De plaats heeft een alfabetiseringsgraad van 64%. 